# Myrtle Cook
Myrtle Cook   (Toronto, 5 de gener de 1902 - 18 de març de 1985) va ser una atleta canadenca, especialista en els 100 metres llisos, que va arribar a ser medallista de bronze olímpica l'any 1928.

## Carrera esportiva
En els jocs olímpics d'Àmsterdam de 1928 va guanyar la medalla d'or en els 4x100 metres relleus, batent el rècord mundial amb un temps de 48.4 segons, arribant a la meta per davant dels Estats Units (que van ser plata amb una marca de 48.8 segons) i Alemanya (que va ser bronze amb 49.0 segons), sent les seves companyes d'equip: Ethel Smith, Bobbie Rosenfeld i Jane Bell. En la cursa dels 100 metres fou desqualificada en la final.